# Unbreakable (песня Sinplus)
«Unbreakable» — песня швейцарской рок-группы Sinplus, представляющая страну на музыкальном конкурсе Евровидение 2012. Музыкальный сингл «Unbreakable» вышел в продажу в формате цифровой дистрибуции 1 октября 2011 года; это первый сингл с их дебютного студийного альбома Disinformation.
Авторами песни стали участники дуэта Sinplus братья Иван и Габриэль Броджини. 25 декабря 2011 года песня дебютировала в Schweizer Hitparade на 34 месте. 19 марта 2012 года состоялась премьера видеоклипа. 6 апреля на iTunes вышла новая версия сингла, созданная специально для Евровидения.

## Список композиций
Digital download
1. «Unbreakable» — 3:08

## Позиции в чартах
| Чарт (2011)                     | Наивысшая позиция |
| ------------------------------- | ----------------- |
| Швейцария (Schweizer Hitparade) | 34                |

## Хронология релиза
| Страна    | Дата           | Формат               | Лейбл           |
| --------- | -------------- | -------------------- | --------------- |
| Швейцария | 1 октября 2011 | цифровая дистрибуция | I&G Productions |